# پانتومیم (فیلم ۱۹۵۳)
«پانتومیم» (انگلیسی: Charade (1953 film)) فیلمی در ژانر مرموز و کمدی-درام است. از بازیگران آن می‌توان به جیمز میسون اشاره کرد.